# Dmitrij Smirnow (śpiewak)
Dmitrij Aleksiejewicz Smirnow, ros. Дмитрий Алексеевич Смирнов (ur. 7 listopada?/19 listopada 1882 w Moskwie, zm. 27 kwietnia 1944 w Rydze) – rosyjski śpiewak operowy, tenor.

## Życiorys
Jego dziecko należał do chóru cerkiewnego. Studia wokalne odbył w Moskwie. Na scenie zadebiutował w 1903 roku jako Gigi w operze Camorra Michele’a Esposita. Od 1904 do 1910 roku był solistą moskiewskiego Teatru Bolszoj, następnie w latach 1910–1917 śpiewał w Teatrze Maryjskim w Petersburgu. W 1907 roku wystąpił w Paryżu podczas koncertów organizowanych przez Siergieja Diagilewa. W latach 1910–1912 jako pierwszy rosyjski śpiewak występował w Metropolitan Opera w Nowym Jorku, gdzie zadebiutował jako Książę Mantui w Rigoletcie Giuseppe Verdiego. Śpiewał w Wiedniu, Berlinie, Rzymie, Mediolanie, Monte Carlo, Buenos Aires, Londynie i Madrycie, trzykrotnie gościł też w Warszawie (1914, 1921, 1934–1936). Uczył śpiewu w konserwatoriach w Atenach i Rydze.
Zasłynął partiami tenorowymi m.in. w Eugeniuszu Onieginie Piotra Czajkowskiego, Manon Jules’a Masseneta i Poławiaczach pereł Georges’a Bizeta.